# Valentin Jaeggy
Valentin Jaeggy, né le 19 octobre 1986, est un joueur de beach soccer international suisse.
Ses deux frères Mo et Kaspar sont aussi membres de la sélection helvète. Jaeggy est élu deux fois de suite meilleur gardien du Championnat d'Europe, en 2011 et 2012.

## Biographie
En 2013, avec le BSC Scorpions Basel, Valentin Jaeggy est élu meilleur gardien du Championnat de Suisse de beach soccer.

## Palmarès

### En sélection

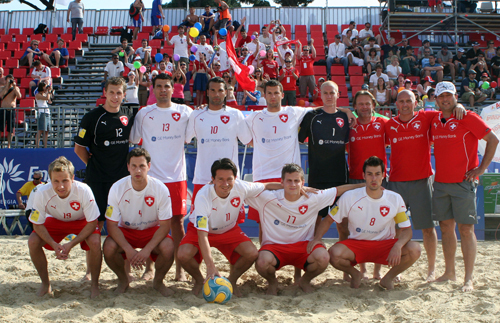
Valentin Jaeggy (n°12) avec la Suisse en 2009.

- Coupe du monde de beach soccer
  - Finaliste en 2009

- Euro Beach Soccer League : 
  - Vainqueur en 2012
  - Finaliste en 2011
  - 3e en 2013

- Euro Beach Soccer Cup
  - Vainqueur en 2005
  - Finaliste en 2008 et 2009

### Individuel
Meilleur gardien :
- de l'Euro Beach Soccer League en 2011 et 2012
- du Championnat de Suisse de football de plage en 2013

## Statistiques
Valentin Jaeggy prend part à 2 coupes du monde pour 6 matchs (2 victoires, 4 défaites, 15 buts encaissés) et 1 but marqué.